# Uri Avnery
Uri Avnery (hebrejsky: אורי אבנרי, rodným jménem Helmut Ostermann; 10. září 1923 – 20. srpna 2018) byl izraelský novinář, aktivista a politik a bývalý poslanec Knesetu za strany ha-Olam ha-ze-Koach chadaš, Meri a Machane smol le-Jisra'el.

## Biografie
Narodil se ve městě Beckum v Německu. V roce 1933 přesídlil do dnešního Izraele. Chodil na základní školu v Tel Avivu.

## Politická dráha

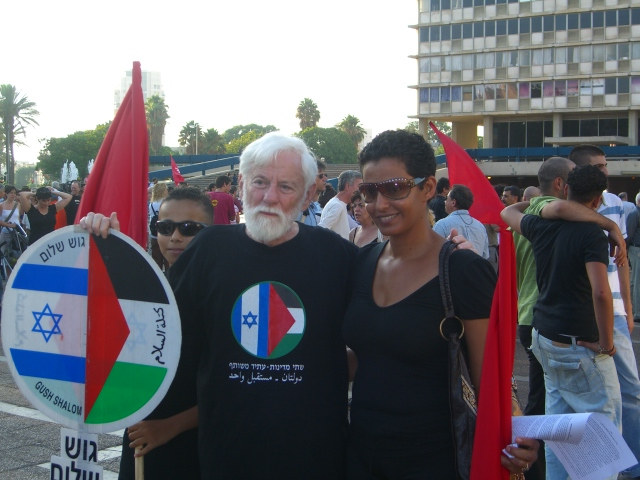
Uri Avnery v roce 2006 na demonstraci strany Chadaš proti druhé libanonské válce

V letech 1938–1941 byl členem jednotek Irgun. Během války za nezávislost bojoval na jižní frontě a byl zraněn v prosinci 1948 v Negevu. V letech 1949–1950 pracoval jako novinář v deníku Haaretz. V letech 1950–1990 byl vydavatelem a šéfredaktorem listu ha-Olam ha-Ze.
Roku 1965 založil politickou stranu ha-Olam ha-ze-Koach chadaš. Za ni poprvé zasedl v izraelském parlamentu po volbách v roce 1965. Byl členem parlamentního výboru pro veřejné služby a výboru pro ekonomické záležitosti. Za ha-Olam ha-ze-Koach chadaš byl zvolen i ve volbách v roce 1969. Strana se ale v průběhu volebního období rozpadla a byla pak Avnerym přejmenována na Meri (akronym Machane radikali jisra'eli, Izraelský radikální tábor). V Knesetu zastával post člena výboru pro ekonomické záležitosti a výboru pro záležitosti vnitra. V následujících volbách v roce 1973 neuspěl. Roku 1974 navázal jako jeden z prvních Izraelců kontakty s Organizací pro osvobození Palestiny. V roce 1977 zakládal stranu Machane smol le-Jisra'el (Levý tábor Izraele). Za tuto novou formaci pak byl zvolen ve volbách v roce 1977. Mandát ovšem získal dodatečně, v lednu 1979, jako náhradník za Arje Eli'ava. Stal se členem výboru pro vzdělávání a kulturu. Mandátu se vzdal předčasně, v únoru 1981. V následujících volbách v roce 1981 nebyl zvolen. Roku 1982 během první libanonské války natočil rozhovor s Jásirem Arafatem. V roce 1984 byl jedním ze zakladatelů strany Progresivní kandidátka za mír. V roce 1993 založil koalici pacifistických a levicových sil nazvanou Guš Šalom.